# Giro del Piemonte 2022
La 106.ª edición de la clásica ciclista Giro del Piemonte fue una carrera en Italia que se celebró el 6 de octubre de 2022 con inicio en la ciudad Omegna y final en la ciudad de Beinasco sobre un recorrido de 198 kilómetros.
La carrera formó parte del UCI ProSeries 2022, calendario ciclístico mundial de segunda división, dentro de la categoría UCI 1.Pro y fue ganada por el español Iván García Cortina del Movistar. Completaron el podio, como segundo y tercer clasificado respectivamente, el esloveno Matej Mohorič del Bahrain Victorious y el francés Alexis Vuillermoz del TotalEnergies.

## Equipos participantes
Tomaron parte en la carrera 23 equipos: 16 de categoría UCI WorldTeam invitados por la organización y 7 de categoría UCI ProTeam. Formaron así un pelotón de 156 ciclistas de los cuales acabaron 144. Los equipos participantes fueron:
| WorldTeams (16)- Astana Qazaqstan Team - Bahrain Victorious - Bora-Hansgrohe - Cofidis - EF Education-EasyPost - Ineos Grenadiers - Intermarché-Wanty-Gobert Matériaux - Israel-Premier Tech - Jumbo-Visma - Lotto-Soudal - Movistar Team - Quick-Step Alpha Vinyl - BikeExchange-Jayco - Team DSM - Trek-Segafredo - UAE Team Emirates ProTeams (7)- Alpecin-Deceuninck - Bardiani-CSF-Faizanè - Bingoal Pauwels Sauces WB - Caja Rural-Seguros RGA - Drone Hopper-Androni Giocattoli - Eolo-Kometa - TotalEnergies |
| |

## Clasificación final
- La clasificación finalizó de la siguiente forma:[3]

| \| Clasificación general \| Clasificación general \| Clasificación general \| Clasificación general \| Clasificación general \| \| Ciclista \| Ciclista \| Equipo \| Tiempo \| \| \| --------------------- \| --------------------- \| ---------------------------------- \| --------------------- \| --------------------- \| \| 1.º \| Iván García Cortina \| Movistar Team \| 4 h 21 min 44 s \| \| \| 2.º \| Matej Mohorič \| Bahrain Victorious \| + 0 s \| \| \| 3.º \| Alexis Vuillermoz \| TotalEnergies \| + 0 s \| \| \| 4.º \| Edoardo Zambanini \| Bahrain Victorious \| + 0 s \| \| \| 5.º \| Alberto Bettiol \| EF Education-EasyPost \| + 0 s \| \| \| 6.º \| Madis Mihkels \| Intermarché-Wanty-Gobert Matériaux \| + 0 s \| \| \| 7.º \| Corbin Strong \| Israel-Premier Tech \| + 0 s \| \| \| 8.º \| Andrea Bagioli \| Quick-Step Alpha Vinyl \| + 0 s \| \| \| 9.º \| Alessandro Covi \| UAE Team Emirates \| + 0 s \| \| \| 10.º \| Frederik Wandahl \| Bora-Hansgrohe \| + 0 s \| \| |                     |                                    |                 |
| |                     |                                    |                 |
| Fuente: ProCyclingStats |                     |                                    |                 |
| Clasificación general |                     |                                    |                 |
| Ciclista | Ciclista            | Equipo                             | Tiempo          |
| 1.º | Iván García Cortina | Movistar Team                      | 4 h 21 min 44 s |
| 2.º | Matej Mohorič       | Bahrain Victorious                 | + 0 s           |
| 3.º | Alexis Vuillermoz   | TotalEnergies                      | + 0 s           |
| 4.º | Edoardo Zambanini   | Bahrain Victorious                 | + 0 s           |
| 5.º | Alberto Bettiol     | EF Education-EasyPost              | + 0 s           |
| 6.º | Madis Mihkels       | Intermarché-Wanty-Gobert Matériaux | + 0 s           |
| 7.º | Corbin Strong       | Israel-Premier Tech                | + 0 s           |
| 8.º | Andrea Bagioli      | Quick-Step Alpha Vinyl             | + 0 s           |
| 9.º | Alessandro Covi     | UAE Team Emirates                  | + 0 s           |
| 10.º | Frederik Wandahl    | Bora-Hansgrohe                     | + 0 s           |

## UCI World Ranking
El Giro del Piemonte otorgó puntos para el UCI World Ranking para corredores de los equipos en las categorías UCI WorldTeam, UCI ProTeam y Continental. Las siguientes tablas muestran el baremo de puntuación y los 10 corredores que obtuvieron más puntos:
| Posición              | 1.º | 2.º | 3.º | 4.º | 5.º | 6.º | 7.º | 8.º | 9.º | 10.º | 11.º | 12.º | 13.º | 14.º | 15.º | 16.º-30.º | 31.º-40.º |
| Clasificación general | 200 | 150 | 125 | 100 | 85  | 70  | 60  | 50  | 40  | 35   | 30   | 25   | 20   | 15   | 10   | 5         | 3         |

| Clasificación |                     |                                    |         |
| Posición      | Ciclista            | Equipo                             | General |
| ------------- | ------------------- | ---------------------------------- | ------- |
| 1.º           | Iván García Cortina | Movistar                           | 200     |
| 2.º           | Matej Mohorič       | Bahrain Victorious                 | 150     |
| 3.º           | Alexis Vuillermoz   | TotalEnergies                      | 125     |
| 4.º           | Edoardo Zambanini   | Bahrain Victorious                 | 100     |
| 5.º           | Alberto Bettiol     | EF Education-EasyPost              | 85      |
| 6.º           | Madis Mihkels       | Intermarché-Wanty-Gobert Matériaux | 70      |
| 7.º           | Corbin Strong       | Israel-Premier Tech                | 60      |
| 8.º           | Andrea Bagioli      | Quick-Step Alpha Vinyl             | 50      |
| 9.º           | Alessandro Covi     | UAE Emirates                       | 40      |
| 10.º          | Frederik Wandahl    | Bora-Hansgrohe                     | 35      |